# Centrocorynus downingi
Centrocorynus downingi es una especie de coleóptero de la familia Attelabidae.

## Distribución geográfica
Habita en la India.